# Tipula (Trichotipula) oropezoides
Tipula (Trichotipula) oropezoides is een tweevleugelige uit de familie langpootmuggen (Tipulidae). De soort komt voor in het Nearctisch gebied.